# Andrzej Wasilewski (sędzia)
Andrzej Władysław Wasilewski (ur. 1939 w Krakowie) – polski prawnik, sędzia Sądu Najwyższego w stanie spoczynku, profesor nauk prawnych, nauczyciel akademicki, profesor zwyczajny Uniwersytetu Jagiellońskiego, członek Rady IPN.

## Życiorys
Ukończył w 1962 studia na Wydziale Prawa i Administracji Uniwersytetu Jagiellońskiego. W 1967 uzyskał stopień naukowy doktora, a w 1972 habilitował się. W 1989 otrzymał tytuł naukowy profesora nauk prawnych. Zawodowo związany z Uniwersytetem Jagiellońskim, gdzie doszedł do stanowiska profesora zwyczajnego. Został też kierownikiem Katedry Prawa Ochrony Środowiska oraz członkiem Polskiej Akademii Umiejętności. W pracy naukowej specjalizuje się w zakresie prawa administracyjnego (w tym gospodarczego), prawa ochrony środowiska i prawa porównawczego.
Od 1997 do 2006 orzekał jako sędzia Sądu Najwyższego, po czym przeszedł w stan spoczynku. W 2011 prezydent Bronisław Komorowski powołał go w skład Rady Instytutu Pamięci Narodowej (z rekomendacji Krajowej Rady Sądownictwa). Z funkcji tej Andrzej Wasilewski zrezygnował jednak w październiku tego samego roku.
Odznaczony Krzyżem Komandorskim Orderu Odrodzenia Polski (2011).

## Wybrane publikacje
- Administracja wobec prawa własności nieruchomości gruntowych. Rozważania z zakresu nauki prawa administracyjnego, Wyd. UJ, Kraków 1972
- Administracyjno-prawne zagadnienia gospodarki planowej (współautor), Wyd. UJ, Kraków 1970
- Kodyfikacja prawa administracyjnego. Idea i rzeczywistość, PWN, Warszawa 1988
- Obszar górniczy. Zagadnienia prawne, Wyd. Prawnicze, Warszawa 1969
- Ustawa o działalności gospodarczej. Komentarz (współautor), Zakamycze, Kraków 1997
- Wolność gospodarcza w Europie (współautor), Zakamycze, Kraków 2000
- Zjawisko konsultacji we współczesnej administracji polskiej, PWN, Warszawa 1982